# Jadwiga Szlagowska
Jadwiga Szlagowska (ur. w 1887 w Szczodrzykowie, zm. 1964 w Warszawie) – działaczka Polskiego Stowarzyszenia Pielęgniarek Zawodowych, Ligi Kobiet, Związku Zawodowego Pracowników Służby Zdrowia, długoletnia inspektor do spraw pielęgniarstwa w Ubezpieczalni Społecznej, następnie w ZUS-ie. Założycielka szkół pielęgniarstwa prowadzonych pod patronatem ZUS-u.

## Życiorys
Szkołę średnią ukończyła w Poznaniu w roku 1905, następnie w roku 1906 ukończyła roczną szkołę gospodarstwa. Po ukończeniu szkoły podjęła kilkuletnią pracę społeczną w Towarzystwie Czytelni Ludowych. W roku 1913 pracowała na stanowisku sekretarki w Towarzystwie Pomocy Naukowej dla dziewcząt w Poznaniu. Przez dwa lata 1914–15 szkoliła się w teorii i praktyce w zakresie pielęgniarstwa. W latach 1919–1922 na ochotnika podjęła pracę w szpitalach polowych i wojskowych gdzie pracowała jako przełożona pielęgniarek. Okres 1922–1925 podjęła pracę w Okręgu Wielkopolskim PCK. Pełniła tam funkcję sekretarza generalnego oraz równocześnie była przewodniczącą Sekcji Opieki nad Dzieckiem.
W okresie 1 września] 1927 do 1 marca 1928 prowadziła kursy przeznaczone dla higienistek społecznych z ramienia Urzędu Wojewódzkiego. Po ukończeniu szkoleń podjęła pracę w Okręgowym Związku Kas Chorych w Poznaniu na stanowisku kierowniczki kursów dla higienistek społecznych.
W roku 1932 uzyskała dyplom pielęgniarski, który zdała na egzaminie państwowym w Uniwersyteckiej Szkole Pielęgniarek i Higienistek w Krakowie. W okresie 1932–1934 pełniła funkcję dyrektora Szkoły Pielęgniarek Społecznych Związku Kasy Chorych w Poznaniu. Na okres od 1 maja 1934 do 1 stycznia 1935 została służbowo przeniesiona do Warszawy, gdzie została minowana inspektorką pielęgniarstwa w Zakładzie Ubezpieczeń Społecznych na Wypadek Choroby i Macierzyństwa.
Podjęła się zorganizowania Szkoły Pielęgniarek w Wilnie, gdzie od 1 lutego 1939 pracowała na stanowisku dyrektora. Wybuch II wojny światowej przeszkodził w zrealizowaniu planów i otwarciu szkoły. W dniu 14 lipca 1940 roku powróciła do stolicy. Chciała zatrudnić się w ZUS-ie lecz ograniczenia związane z okupacją nie pozwoliły na jej zatrudnienie. Okres okupacji przepracowała w węglowej spółce Giesche i Sp. oraz jako tłumaczka pracowała w więzieniu na Pawiaku. W tym też czasie brała czynny udział w konspiracji.
W powstaniu warszawskim pomagała walczącym pełniąc funkcję sanitariuszki na ulicy Polnej, następnie pomagała w szpitalu. Po powstaniu wyjechała do Krakowa. Tam od dnia 5 kwietnia 1945 pracowała jako inspektorka pielęgniarstwa w krakowskim oddziale ZUS-u, który w tym okresie miał w Krakowie tymczasową siedzibę. 27 kwietnia 1945 roku przeniesiona zostaje do Łodzi w związku z planowanymi przenosinami centrali ZUS. Tam pracowała jako inspektorka pielęgniarek na teren całego kraju w dziale nadzoru i lecznictwa.
W roku 1946 po przenosinach całego oddziału ZUS do Warszawy pracowała jako wizytatorka szpitali oraz szkoliła nowe pielęgniarki.
Po zakończeniu działań wojennych starała się na utworzenie szkół pielęgniarstwa w innych miastach. Dzięki jej staraniom powstały szkoły pielęgniarstwa w Siemianowicach i w Warszawie.
Od 1 stycznia 1951 została służbowo przeniesiona do Zakładu Lecznictwa Pracowniczego, następnie po roku oddelegowano ją do Departamentu Lecznictwa i Profilaktyki w Ministerstwie Zdrowia i Opieki Społecznej. Tam pracowała do 30 maja 1952 roku.
Zła polityka kadrowa doprowadziła do zwolnienia jej z pracy, z tego powodu przeszła na emeryturę.
Odznaczona złotym medalem PCK w roku 1922.